# Joseph "Jef" Maes
Joseph (Jef) Maes (født 5. april 1905, død 30. juni 1996 i Antwerpen, Belgien) var en belgisk komponist, bratschist, Professor og lærer.
Maes studerede komposition og bratsch på Royal Flemish Musikkonservatorium i Antwerpen (1922).
Han spillede efter sine studier som orkestermusiker i forskellige ensembler og orkestre, men blev i 1933 udnævnt som lærer i violin på Academy of Music i Boom.
Maes var Professor i komposition på Royal Flemish Musikkonservatorium (1942-1970). Han komponerer i en romantisk moderne stil.
Han har skrevet 3 symfonier, orkesterværker, 2 klaverkoncerter, violinkoncert, kammermusik etc.

## Udvalgte værker
- Symfoni i G (nr. 1) (1953) - for orkester
- Symfoni nr. 2 (1965) - for orkester
- Symfoni nr. 3 (1975) - for orkester
- Klaverkoncert nr. 1 (1948) - for klaver og orkester
- Klaverkoncert nr. 2 (1975) - for klaver og orkester
- Violinkoncert (1951) - for violin og orkester
- "Legende" (1933) - for violin og orkester
- CembaloKoncert (1955) - for cembalo og strygerorkester